# Префация
Префа́ция (лат. Præfatio — введение, предисловие) — первая часть анафоры христианской литургии. Местоположение префации в анафоре строго фиксировано в начале анафоры, но перед ней традиционно следует диалог Sursum Corda, который иногда рассматривается как начальная часть префации. В большинстве литургических обрядов (исключение — коптский) за префацией следует гимн Sanctus.

## Особенности
Тексты префаций в разных обрядах сильно различаются. Несмотря на это, смысл всех префаций один — благодарность Богу за Его благодеяния и славословия Ему. Префация, как правило, обращена к Богу-Отцу. В конце префации, как правило, следует упоминание об ангельских воинствах, славословящих Бога, что позволяет плавно перейти от префации к гимну Sanctus, первой строкой которого служит песнь серафимов из Книги Исаии.
Согласно исследованию бенедиктинского литургиста Ф. Ж. Моро сходная структура комбинации «Префация+Санктус» в подавляющем большинстве литургических обрядов христианства объясняется тем, что источником для неё послужили схожие элементы в еврейском синагогальном богослужении.
Размер префации также сильно различен для различных обрядов. Так например литургия, чин которой записан в Апостольских постановлениях (соответствует антиохийскому богослужению третьей четверти IV века), содержит префацию, которая в 23 раза больше таковой в эфиопском изводе и в 5 раз превышает префацию литургии Василия Великого. Её благодарение охватывает всю историю творения и все благодеяния Бога, известные из Ветхого Завета.
Главными отличиями западных префаций от восточных являются изменяемость и способ провозглашения. На Западе тексты префаций вариативны и зависят от текущего дня литургического года (то есть относятся к проприю), в то время как тексты префаций восточных обрядов строго фиксированы для данной литургии. Западные префации всегда провозглашаются священником вслух, во многих восточных текст префации (или большая его часть) читается священником тайно.

## Западные литургии
Для западных обрядов характерна большая вариативность префаций. В римском обряде каждому литургическому периоду традиционно соответствовала одна или несколько префаций, причём их общее число в разные моменты истории сильно колебалось. В сакраментарии Папы Геласия (конец V века) содержалось 54 префации, в начале VII века их число выросло до 267 (Веронский сакраментарий). В позднем средневековье были предприняты меры к сокращению и упорядочиванию префаций, в римском миссале 1570 года их осталось только 10, но в местном употреблении их было значительно больше. Литургическая реформа второй половины XX века восстановила ряд древних префаций, в миссале 2002 года их общее число составляет 86.
Префации амвросианского, мосарабского и галликанского обрядов отличаются ещё большей изменчивостью и имеют различные формы почти для каждого дня литургического года. В галликанском обряде эта часть анафоры назвалась «immolatio» («жертвоприношение») или «contestatio» («свидетельство»), в мосарабском — «illatio» (возношение).
Несмотря на то, что в западных обрядах, как и в восточных, в конце I тысячелетия возобладала тенденция перехода к тайному чтению некоторых частей анафоры, префация на Западе всегда провозглашалась вслух.
Все префации римского обряда строго делятся на три части:
- Протокол (благодарение Богу-Отцу)
- Эмболизм (конкретный аспект события литургического дня)
- Эсхатокол (славословие ангельского воинства)

Вариативность протокола и эсхатокола минимальна, уникальность каждой префации римского обряда обеспечивает эмболизм.
Префациям посвящён отдельный раздел римского миссала, в котором они сгруппированы по периодам литургического года (префации Адвента, префации рождественского времени и т. д.)
Префация латинской мессы рождественского времени:
Воистину достойно и праведно, должно и спасительно нам всегда и везде благодарить Тебя, Господи, Отче Святой, всемогущий, вечный Боже.
Ибо тайною воплощённого Слова новый свет Твоей славы воссиял перед духовным нашим взором, чтобы, в зримом образе постигая Бога, мы возрастали для почитания незримого.

Поэтому с ангелами и архангелами, с престолами и господствами и со всеми небесными воинствами мы песнь славы Твоей воспеваем, непрестанно взывая:

## Восточные литургии

### В византийском обряде
В византийском обряде используются литургия Иоанна Златоуста и литургия Василия Великого. Одним из главных отличий между этими литургиями как раз и является различный текст префаций. Префация литургии Василия Великого почти в два раза длиннее, по-церковнославянски её начало звучит, как «Сый Владыко, Господи Боже Отче Вседержителю покланяемый!», в то время как у Иоанна Златоуста эта часть начинается с «Достойно и праведно Тя пети». Обе префации читаются священником тайно, за исключением заключительного возгласа «Победную песнь поюще, вопиюще, взывающе и глаголюще», после которого следует Sanctus.
Префация Литургии Иоанна Златоуста:
Достойно и праведно Тя пети, Тя благословити, Тя хвалити, Тя благодарити, Тебе покланятися на всяком месте владычествия Твоего, Ты бо еси Бог неизреченен, недоведомь, невидимь, непостижимь, присно Сый, такожде Сый Ты, и Единородный Твой Сын, и Дух Твой Святый. Ты от небытия в бытие нас привел еси, и отпадшыя возставил еси паки, и не отступил еси, вся творя, дондеже нас на Небо возвел еси и Царство Твое даровал еси будущее.
О сих всех благодарим Тя, и Единороднаго Твоего Сына, и Духа Твоего Святаго, о всех, ихже вемы и ихже не вемы, явленных и неявленных благодеяниих, бывших на нас. Благодарим Тя и о службе сей, юже от рук наших прияти изволил еси, аще и предстоят Тебе тысящы архангелов и тмы ангелов, Херувими и Серафими, шестокрилатии, многоочитии, возвышающийся, пернатии, побе́дную песнь пою́ще, вопию́ще, взыва́юще и глаго́люще:
Префация Литургии Василия Великого:
Сый Влады́ко, Го́споди Бо́же О́тче Вседержи́телю покланя́емый! Досто́йно я́ко вои́стинну, и пра́ведно, и ле́по великоле́пию Святы́ни Твоея́, Тебе́ хвали́ти, Тебе́ пе́ти, Тебе́ благослови́ти, Тебе́ кла́нятися, Тебе́ благодари́ти, Тебе́ сла́вити еди́наго вои́стинну Су́щаго Бо́га, и Тебе́ приноси́ти се́рдцем сокруше́нным и ду́хом смире́ния слове́сную сию́ слу́жбу на́шу, я́ко Ты еси́ дарова́вый нам Позна́ние Твоея́ И́стины. И кто дово́лен возглаго́лати силы Твоя́, слы́шаны сотвори́ти вся хвалы́ Твоя́, или́ пове́дати вся чудеса́ Твоя́ во вся́ко вре́мя. Влады́ко всех, Го́споди небесе́ и земли́, и всея́ тва́ри, ви́димыя же и неви́димыя, седя́й на престо́ле Сла́вы и призира́яй бе́здны, безнача́льне, неви́диме, непостижи́ме, неопи́санне, неизме́нне, О́тче Го́спода на́шего Иису́са Христа́, вели́каго Бо́га и Спаси́теля, Упова́ния на́шего, И́же есть О́браз Твоея́ Бла́гости: Печа́ть равнообра́зная, в Себе́ показу́я Тя, Отца́, Сло́во живо́е, Бог и́стинный, преве́чная Прему́дрость, Живо́т, Освяще́ние, Си́ла, Свет и́стинный, И́мже Дух Святы́й яви́ся; Дух и́стины, сыноположе́ния Дарова́ние, Обруче́ние бу́дущаго Насле́дия, Нача́ток ве́чных благ, животворя́щая Си́ла, Исто́чник Освяще́ния, от Него́же вся тва́рь слове́сная же и у́мная укрепля́ема Тебе́ слу́жит и Тебе́ присносу́щное возсыла́ет славосло́вие, я́ко вся́ческая рабо́тна Тебе́. Тебе́ бо хва́лят а́нгели, арха́нгели, престо́ли, госпо́дьствия, нача́ла, вла́сти, си́лы и многоочи́тии херуви́ми. Тебе́ предстоя́т о́крест серафи́ми, шесть кри́л еди́ному, и шесть кри́л еди́ному; и двема́ у́бо покрыва́ют ли́ца своя, двема́ же но́ги, и двема́ лета́юще, взыва́ют еди́н ко друго́му, непреста́нными усты́, немо́лчными славослове́ньми, Возгласно священник: побе́дную песнь пою́ще, вопию́ще, взыва́юще и глаго́люще:

### В западно-сирийском обряде
Префация Литургии апостола Иакова западно-сирийского обряда:
Поистине достойно и справедливо, прилично и должно Тебя хвалить, Тебе воспевать, Тебя благословлять, Тебе поклоняться, Тебя славословить, Тебя благодарить. Тебя, Творца всей твари, видимой и невидимой, Которого хвалят небо и весь сонм звезд, земля и море, и все, что в них, небесный Иерусалим, церковь первенцев, написанных на небесах, души мучеников и апостолов, ангелов и архангелов, Престолы, Господства, Начала, Власти, Силы, многоочитые Херувимы и шестокрылатые Серафимы…. победную песнь громким голосом поя, возглашая, славословя, взывая и говоря:

### В коптском обряде
Характерной особенностью коптской префации служит отсутствие в её конце упоминания об ангельских воинствах. За префацией в александрийской литургической традиции следует интерцессия, и данное упоминание, позволяющее логично перейти к Санктусу, находится в заключительной части интерцессии.